# Hotel Römerbad

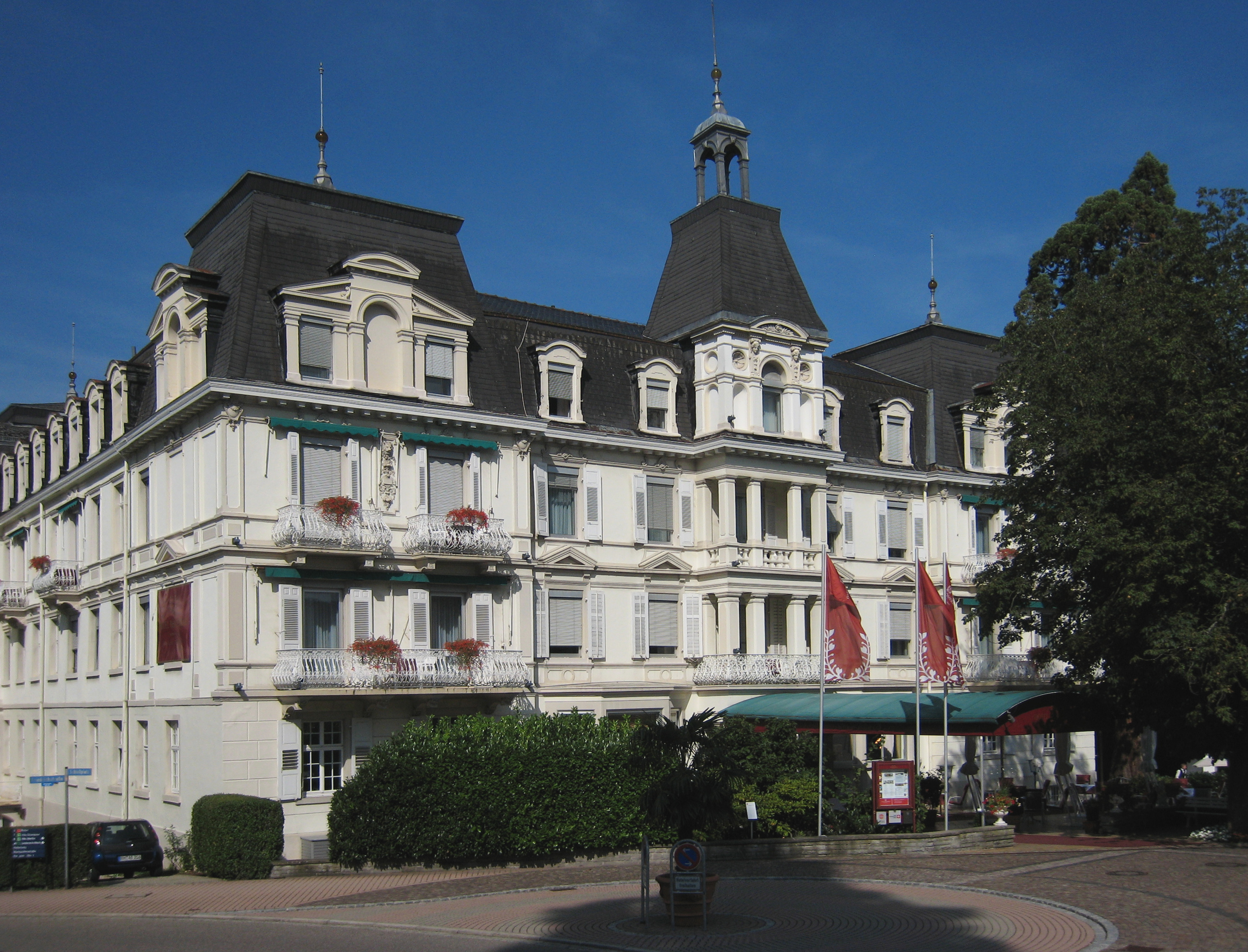
Hotel Römerbad, Blick von Osten (2008)

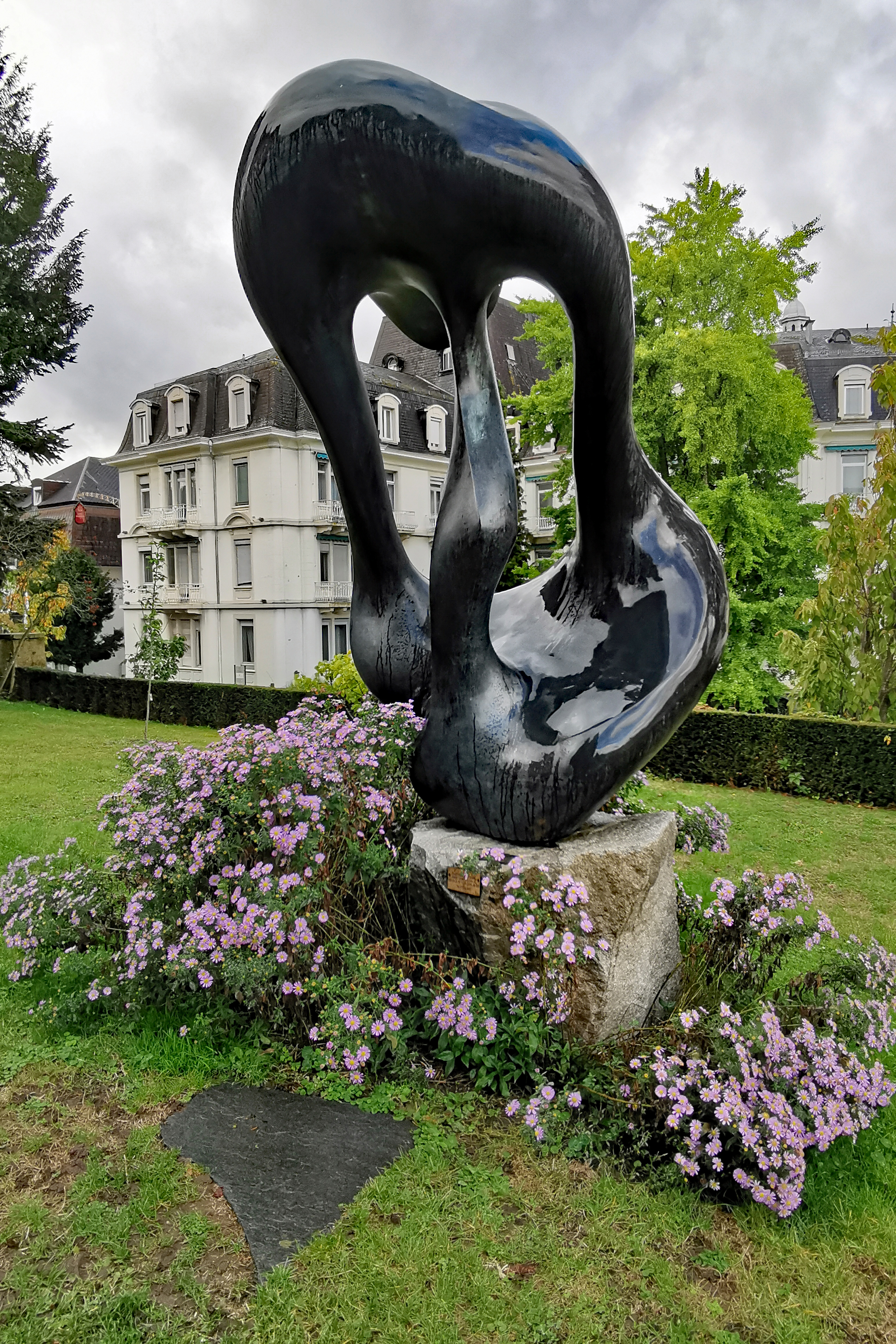
Skulptur gegenüber dem Hotel Römerbad

Das Grand Hotel Römerbad ist ein Luxushotel und Kulturdenkmal im südbadischen Kurort Badenweiler.

## Lage
Es befindet sich in zentraler Lage am Schlossplatz 1 in unmittelbarer Nähe zum Kurhaus, Kurpark und der Burg Baden. Das 1825 eröffnete Hotel war bis 2005 in Familienbesitz und ist nach mehreren Eigentümerwechseln seit 2016 geschlossen. Bekannt ist das 68-Zimmer große Hotel vor allem für seine auffällige palastartige Architektur mit Türmen, Balkonen und dem polygonen, über 3 Stockwerke offenen Hofsaal mit Kuppel. Besonders hervorzuheben sind die gläsernen Jugendstil-Balustraden der Galerien des Hofsaals und die bemalte hölzerne Kassettendecke im zweiten Repräsentationsraum. Zu den Gästen gehörte unter anderem Schriftsteller Thomas Mann, Opernsänger Richard Tauber und Künstler Andy Warhol.

## Geschichte
Am 25. August 1823 bekam der Rosenwirt Schnell aus Bruchsal vom Großherzoglichen Staatsministerium Karlsruhe die Baugenehmigung für das Hotel Römerbad nach den Plänen des Freiburger Kreisbaumeisters Christoph Arnold. Ein Jahr später übernahm Johann Jacob Joner das Hotel und eröffnete es 1825. 1846 kam es zur ersten Erweiterung und 1863 wurde ein Badegebäude auf der Talseite errichtet. im Jahr 1874 übernahm Ludwig Joner mit seiner Frau Bertha (geb. Herbster) die Leitung. Sein heutiges Aussehen erhielt das Gebäude 1880/1881 durch den Schweizer Architekten Horace Edouard Davinet. Der Innenhof wurde zu einem achteckigen Saal umgebaut und mit einer Kuppel überdacht. Zudem wurde das Hotel zu drei Geschossen mit Mansardendach aufgestockt. Der Südwestflügel entstand von 1903 bis 1906 nach den Plänen der Basler Architekten Wilhelm Bernoulli und Alfred Romang. Im Juni 1904 hielt sich der tuberkulosekranke Schriftsteller Anton Tschechow kurzzeitig im Hotel Römerbad auf. 1930 übernahm Louis Joner die Hotelleitung; unter ihm wurde das Hotel Hoflieferant des Großherzogs von Baden. Neben seiner beruflichen Tätigkeit spielte Louis Joner auch Violine. Dies führte zu einer engen Freundschaft mit der Musikerfamilie Rosé, die regelmäßig das Hotel Römerbad besuchte. Das Rosé-Quartett trat auch im Hotel auf und Louis Joner nahm bei Arnold Rosé Violinunterricht. Im März 1932 kam es zu einer Sprengstoffexplosion vor dem Hotel. Es wurden 5 Fenster zerstört und eine Tür beschädigt. Man ging von einem Attentatsversuch auf den Altreichskanzlers Heinrich Brüning aus, welcher sich im Haus Baden nebenan aufhielt. Noch im Oktober desselben Jahres machte Reichswehrminister Kurt von Schleicher einen Erholungsaufenthalt im Hotel Römerbad. 1956 übernahmen Louis Joners Tochter Elisabeth Joner-Fellmann und ihr Ehemann Louis-Ferdinand Fellmann das Hotel. Das moderne Thermalhallenbad entstand 1971. Im Jahr 1983 wurde das Hotel Römerbad in die Hotelvereinigung „Leading Hotels of the World“ aufgenommen. Nach dem Tod von Elisabeth Fellmann 2001 übernahm ihr Sohn Klaus Lauer die Leitung. Damit war das Hotel in fünfter Generation im Familienbesitz. Der Automobilhändler Karl-Heinz Berkner erwarb es im Jahr 2005 und führte eine Renovierung für 4,5 bis 5 Millionen Euro durch. 2008 wurde ein neues thermalwassergespeistes Freibad im Hotelpark angelegt. 2009 kaufte die Von-der-Heyden-Gruppe das Hotel und überließ dem spanische Unternehmen IBB Hotels das operative Management. Zwei Jahre später wurde das Hotel in die Organisation "Historic Hotels of Europe" aufgenommen. Im Jahr 2013 übernahm die zu einer thailändischen Investorengruppe gehörige Panacée Betriebsgesellschaft mbH das Hotel. Der Anbau wurde zu einem Medical Center umfunktioniert, was das Hotel von 76 auf 68 Zimmer verkleinerte. Noch während der Renovierung 2016 ging die Panacée Betriebsgesellschaft mbH in Insolvenz und das Hotel Römerbad musste schließen. Zum jetzigen Zeitpunkt sind 36 der 68 Zimmer renoviert.
Von 1973 bis zur Schließung fanden die Römerbadmusiktage im Hofsaal des Hotels statt.  